# Isla Vardim
Isla Vardim (en búlgaro: остров Вардим, ostrov Vardim) es la tercera mayor isla de Bulgaria en el Río Danubio (después de Belene y la Isla de Kozloduy). Está situada al este de la ciudad de Svishtov, frente al pueblo de Vardim (en el municipio de Svishtov, Provincia de Veliko Tarnovo) y parte del archipiélago de Belene del Danubio, es un humedal protegido y zona de nidificación de aves de importancia nacional.
La isla se encuentra a unos 300 m al norte de la orilla búlgara del Danubio, entre los puntos kilométricos 542 y 546 desde el origen del río. 
Con el fin de proteger la naturaleza de Vardim y el gran número de aves, parte de su territorio fue declarado reserva natural el 5 de marzo de 1971 por el Ministerio de Bosques e Industrias Forestales. La reserva se extiende sobre un área de 0,718 km². El 2 de julio de 1998 se recategorizó como área protegida, abarcando una superficie de 0,987 km².